# صموئيل رايت
صموئيل رايت (4 يناير 1869 - 25 يناير 1947 في المملكة المتحدة) (بالإنجليزية: Samuel Wright)‏ هو لاعب كريكت بريطاني (وحمل سابقاً جنسية المملكة المتحدة لبريطانيا العظمى وأيرلندا).